# Les Challenges Marche Verte
Las Les Challenges Marche Verte (en español: Los campeonatos de la Marcha Verde) es el nombre de tres carreras ciclistas profesionales de un día, agrupadas bajo un mismo nombre común, que se disputan en Marruecos, durante tres días consecutivos.
Creadas en 2010 todas ellas están encuadradas dentro del UCI Africa Tour, dentro de la categoría 1.2 (última categoría del profesionalismo). Debido a un cambio de fechas la edición del 2011 no se disputó debido a que inicialemnte se disputaron en el mes de noviembre y a partir del 2012 pasaron a disputarse en febrero.

## Carreras
Desde sus inicios se han denominado de la misma manera disputándose en el mismo orden:
- G. P. Sakia El Hamra[1]
- G. P. Oued Eddahab[2]
- G. P. Al Massira[3]

## Palmarés

### G. P. Sakia El Hamra
| Año       | Ganador              | Segundo           | Tercero            |
| --------- | -------------------- | ----------------- | ------------------ |
| 2010      | Mouhssine Lahsaini   | Adil Jelloul      | Tarik Chaoufi      |
| 2011      | No se disputó        | No se disputó     | No se disputó      |
| 2012      | Tarik Chaoufi        | Abdelati Saadoune | Mouhssine Lahsaini |
| 2013      | Essaïd Abelouache    | Reda Aadel        | Anass Aït El Abdia |
| 2014      | Essaïd Abelouache    | Ismail Ayoune     | Adnane Aarbia      |
| 2015      | Salah Eddine Mraouni | Essaïd Abelouache | Abdelati Saadoune  |
| 2016      | No se disputó        | No se disputó     | No se disputó      |
| 2017      | Ahmed Amine Galdoune | Umberto Marengo   | Mattia De Mori     |
| 2018      | No se disputó        | No se disputó     | No se disputó      |
| 2019      | Hermann Keller       | Batuhan Özgür     | Muhammed Atalay    |
| 2020-2021 | No se disputó        | No se disputó     | No se disputó      |
| 2022      | Ahmed Al Mansoori    | Youssef Bdadou    | Mounir Makhchoun   |

### G. P. Oued Eddahab
| Año       | Ganador            | Segundo              | Tercero                  |
| --------- | ------------------ | -------------------- | ------------------------ |
| 2010      | Abdelati Saadoune  | Adil Jelloul         | Mohammaed Said El Amouri |
| 2011      | No se disputó      | No se disputó        | No se disputó            |
| 2012      | Andris Smirnovs    | Tarik Chaoufi        | Soufiane Haddi           |
| 2013      | Adil Jelloul       | Ismail Ayoune        | Essaïd Abelouache        |
| 2014      | Mouhcine Lahsaini  | Abdelati Saadoune    | Ismail Ayoune            |
| 2015      | Essaïd Abelouache  | Salah Eddine Mraouni | Anass Aït El Abdia       |
| 2016      | No se disputó      | No se disputó        | No se disputó            |
| 2017      | Ivan Balykin       | Jacob Tipper         | Ahmet Örken              |
| 2018      | No se disputó      | No se disputó        | No se disputó            |
| 2019      | Jason Oosthuizen   | Batuhan Özgür        | Hermann Keller           |
| 2020-2021 | No se disputó      | No se disputó        | No se disputó            |
| 2022      | Heiko Homrighausen | Ahmed Al Mansoori    | Youssef Bdadou           |

### G. P. Al Massira
| Año       | Ganador             | Segundo                 | Tercero              |
| --------- | ------------------- | ----------------------- | -------------------- |
| 2010      | Tarik Chaoufi       | Abdelatif Saadoune      | Ismail Ayoune        |
| 2011      | No se disputó       | No se disputó           | No se disputó        |
| 2012      | Ismail Ayoune       | Essaïd Abelouache       | Adil Jelloul         |
| 2013      | Ismail Ayoune       | Anass Aït El Abdia      | Reda Aadel           |
| 2014      | Aleksandar Aleksiev | Diego Bevilacqua        | Andrea Trovato       |
| 2015      | Abdelati Saadoune   | Salah Eddine Mraouni    | Anass Aït El Abdia   |
| 2016      | No se disputó       | No se disputó           | No se disputó        |
| 2017      | Ahmet Örken         | Mounir Makhchoun        | Salah Eddine Mraouni |
| 2018      | No se disputó       | No se disputó           | No se disputó        |
| 2019      | Gustav Basson       | Ahmet Örencik           | Adil El Arbaoui      |
| 2020-2021 | No se disputó       | No se disputó           | No se disputó        |
| 2022      | Jules de Cock       | Nasser Eddine Maatougui | Jarri Stravers       |

## Palmarés por países
| País                   | Victorias |
| ---------------------- | --------- |
| Marruecos              | 6         |
| Alemania               | 1         |
| Emiratos Árabes Unidos | 1         |

| País      | Victorias |
| --------- | --------- |
| Marruecos | 4         |
| Letonia   | 1         |
| Rusia     | 1         |
| Sudáfrica | 1         |
| Alemania  | 1         |

| País         | Victorias |
| ------------ | --------- |
| Marruecos    | 4         |
| Bulgaria     | 1         |
| Turquía      | 1         |
| Sudáfrica    | 1         |
| Países Bajos | 1         |

## Estadísticas
| Corredor          | Victorias |
| ----------------- | --------- |
| Essaïd Abelouache | 3         |
| Tarik Chaoufi     | 2         |
| Mouhcine Lahsaini | 2         |
| Ismail Ayoune     | 2         |
| Abdelati Saadoune | 2         |

| País                   | Victorias |
| ---------------------- | --------- |
| Marruecos              | 14        |
| Sudáfrica              | 2         |
| Alemania               | 2         |
| Letonia                | 1         |
| Bulgaria               | 1         |
| Rusia                  | 1         |
| Turquía                | 1         |
| Emiratos Árabes Unidos | 1         |
| Países Bajos           | 1         |